# Davorin Kempf
Davorin Kempf (Virje, 21. kolovoza 1947. – Zagreb, 14. siječnja 2022.) hrvatski skladatelj, dirigent i glazbeni pedagog.

## Životopis

### Mladost i obrazovanje
Davorin Kempf rođen je u Virju. Završio je gimnaziju u Požegi. Na Muzičkoj akademiji u Zagrebu 1971. godine diplomirao je klavir, godine 1972. dirigiranje te 1973. godine kompoziciju kod Stjepana Šuleka. Kao stipendist Njemačke službe za akademsku razmjenu (DAAD) od 1975. do 1977. usavršavao se kod Milka Kelemena i Erharda Karkoschke u Stuttgartu te kod Mauricia Kagela i Hansa Ulricha Humperta u Kölnu, a kao Fullbrightov stipendist 1984. na sveučilištu u Iowi kod Donalda Martina Jennija i Kennetha Gaburoa, te 1994. u Berlinu.

### Glazbeno stvaralaštvo
Od godine 1977. je docent, a od 1995. redoviti profesor na Muzičkoj akademiji u Zagrebu. Kempf se kao skladatelj javio 1970-ih, kada se u glazbi zbiva konačni pomak od iskustava s racionalnim ustrojstvom serijalne glazbe i njezinih izdanaka prema takozvanoj "novoj jednostavnosti" ili "novoj emocionalnosti". No on se nipošto nije jednoznačno priklonio takvoj vrsti "povratka" nego je svoje glazbeničko iskustvo usredotočio na artikulaciju one glazbe koja bi mogla vrijediti kao dio univerzalne glazbenosti. Već naslovi niza Kempfovih skladbi ukazuju na takvu njegovu težnju prema oslanjanju na tradiciju u kojoj se, međutim, traži prostor i za suvremena izražajna sredstva, poglavito u smislu suvremenog odnosa spram instrumenta i glasa te uporabe elektroakustičke tehnologije.
Kempf je bio umjetnički ravnatelj Požeških orguljaških večeri, te rezidencijalni skladatelj Zagrebačke filharmonije. Član je prosudbenih povjerenstava raznih međunarodnih glazbenih natjecanja i sudionik brojnih međunarodnih znanstvenih simpozija i kongresa.

## Djela
Izbor iz Kempfovih djela:
- Proporcije, za klarinet, glasovir i magnetofon (1976.)
- Synthesis, za elektroniku i komorni orkestar (1979.)
- Prolog, za orgulje i orkestar (1981.)
- Spectrum, za orkestar i elektroniku (1985.)

## Nagrade
- 1986. godišnje nagrade Josip Štolcer Slavenski i Vladimir Nazor
- 1991. International Award of Recognition Američkog biografskog instituta
- 1992. Twenty-five Year Achievement Award Američkog biografskog instituta
- 2011. Porin u kategoriji "najbolja skladba klasične glazbe"
- 2012. godišnja Nagrada Vladimir Nazor
- 2016. nagrada Porin za životno djelo[2]

## Vanjske poveznice

### Mrežna mjesta
- LZMK / Proleksis enciklopedija: Kempf, Davorin
- Hrvatsko društvo skladatelja: Kempf, Davorin
- Hrvatska akademija znanosti i umjetnosti: Kempf Davorin, akademik
- Davorin Kempf  Arhivirana inačica izvorne stranice od 4. ožujka 2016. (Wayback Machine), službeno mrežno mjesto (engl.)(njem.)
- Davorin Kempf  Arhivirana inačica izvorne stranice od 15. ožujka 2016. (Wayback Machine), Tko je tko u hrvatskoj znanosti
- Maja Stanetti, Stvaralac širokih interesa  Arhivirana inačica izvorne stranice od 5. ožujka 2016. (Wayback Machine), Vijenac 479/2012., www.matica.hr
- Davorin Kempf na Discogsu